# Skallagrímur Kveldulfsson
Skallagrímur Kveldulfsson (żył na przełomie IX i X w.) – norweski wiking, który jako pierwszy osiedlił się w okolicach islandzkiego fiordu Borgarfjörður.
Skallagrímur wraz z rodziną przymusowo opuścił swoją ojczyznę, po konflikcie z norweskim królem Haraldem Pięknowłosym. Postanowił wyruszyć w wyprawę i zasiedlić nowe, niezamieszkane dotąd lądy. Osiedlił się na zachodnim wybrzeżu Islandii w okolicach miasta Borgarnes. Jego synem był m.in. Egill Skallagrímsson. Jego żoną była Bera Yngvarsdóttir.